# علم أمراض الأنسجة

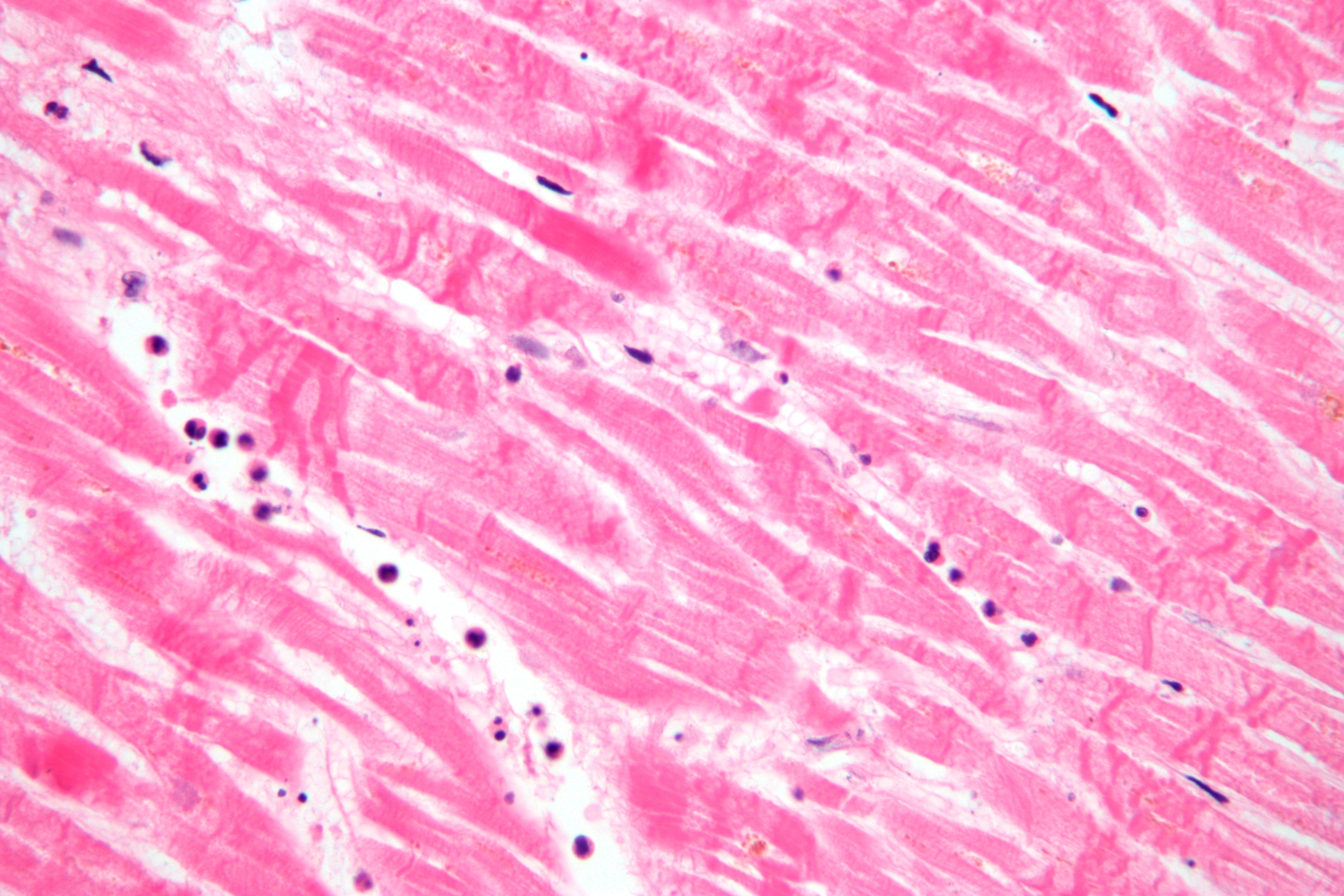
صورة مجهرية تظهر نخر الشريط الانقباضي, وهو مظهر مرضي نسيجي في انسداد العضلة القلبية (النوبة القلبية).

مرضيات الأنسجة (بالإنجليزية: Histopathology)‏ يعني القيام بالفحص المجهري للأنسجة وذلك بهدف دراسة مُتغيرات المرض. خصوصًا في الطب السريري، تعني مرضيات الأنسجة قيام الطبيب الشرعي بفحص خزعة أو عينية جراحية، بعد وضع العينات وقطع الأنسجة على الشرائح الزجاجية الخاصة.